# Clout
«Clout» (с англ. — «Известность») — песня, записанная американским рэпером Offset при участии Карди Би для его дебютного студийного альбома. Была выпущена 15 марта 2019 года в качестве второго сингла с альбома. Песня смогла достичь топ-40 чарта Billboard Hot 100. Музыкальное видео на песню было выпущено 17 апреля 2019 года.
Песня была номинирована на премию «Грэмми» за лучшее рэп-исполнение.

## Чарты
| Чарт (2019)                                | Пиковая позиция |
| ------------------------------------------ | --------------- |
| Канада (Billboard Canadian Hot 100)        | 41              |
| Греция (IFPI Greece International Digital) | 12              |
| Ирландия (IRMA)                            | 54              |
| Новая Зеландия (RMNZ Hot Singles)          | 22              |
| Великобритания (OCC UK Singles)            | 64              |
| Великобритания (OCC UK Hip Hop/R&B)        | 36              |
| США (Billboard Hot 100)                    | 39              |
| США (Billboard Hot R&B/Hip-Hop Songs)      | 17              |
| США (Billboard Rhythmic)                   | 33              |
| США (Rolling Stone Top 100)                | 92              |